# Solanum bonariense

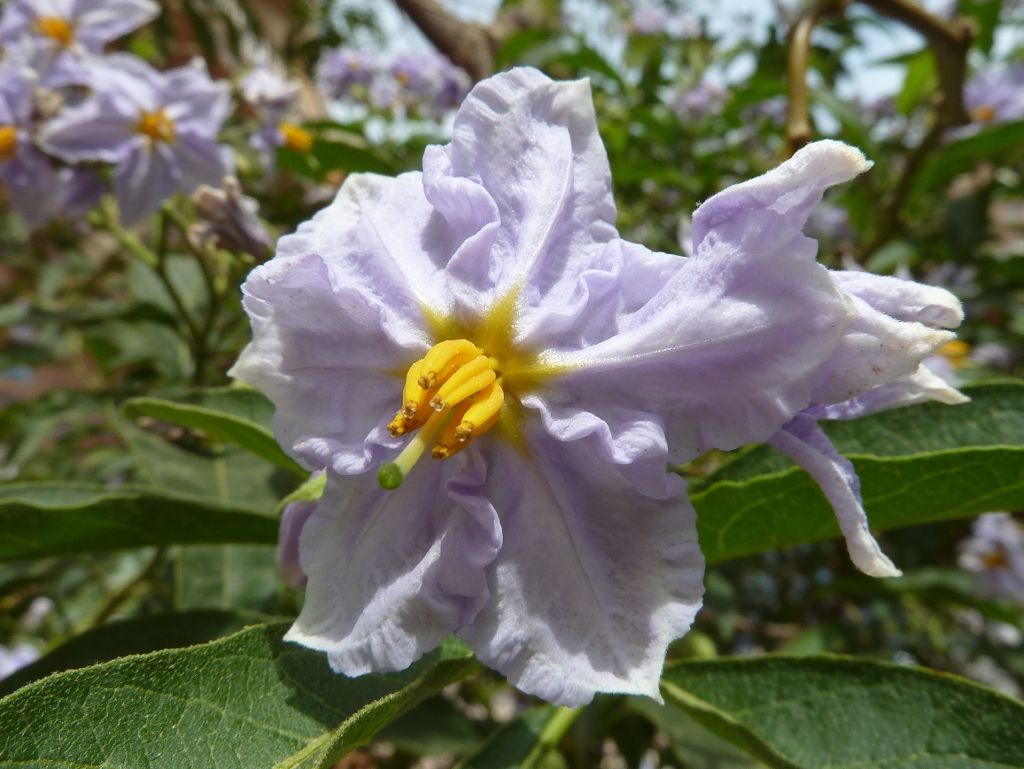
Flor azulada

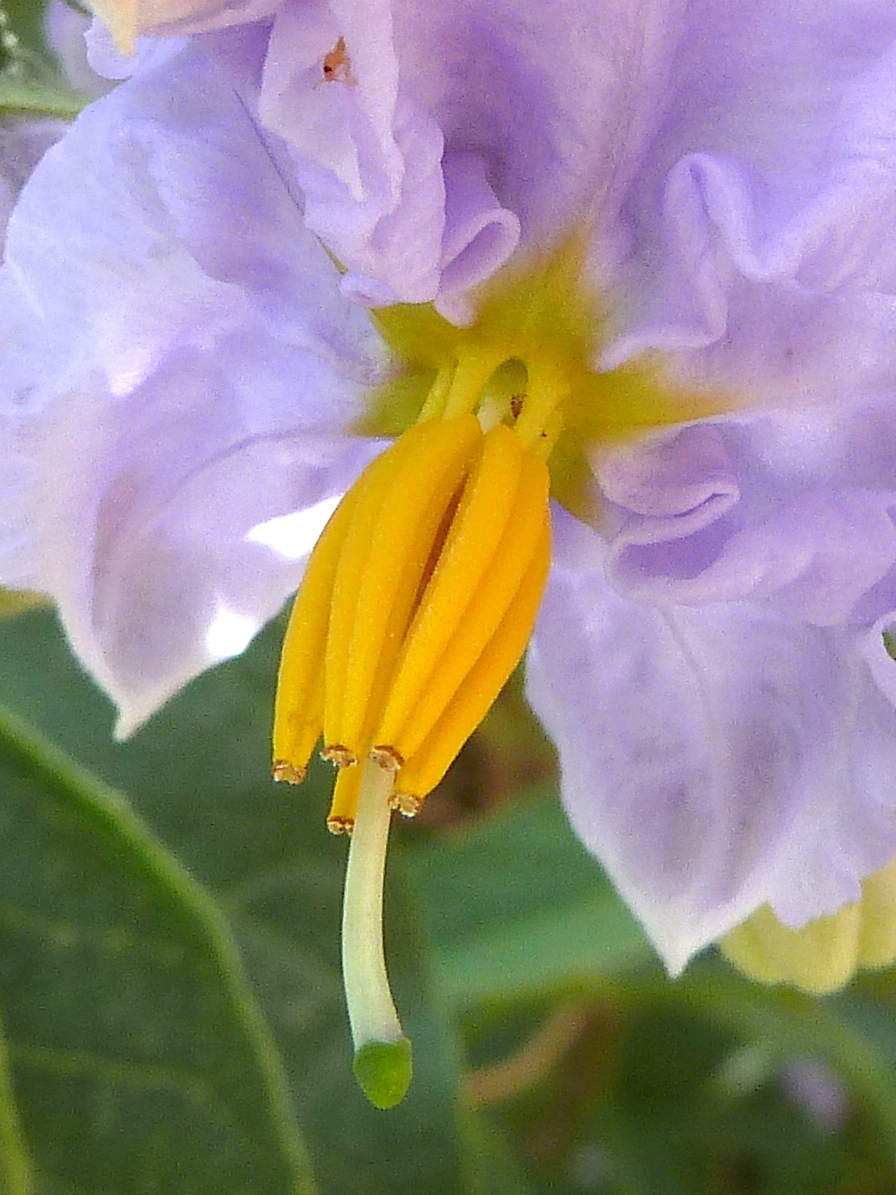
Detalle del aparato reproductor

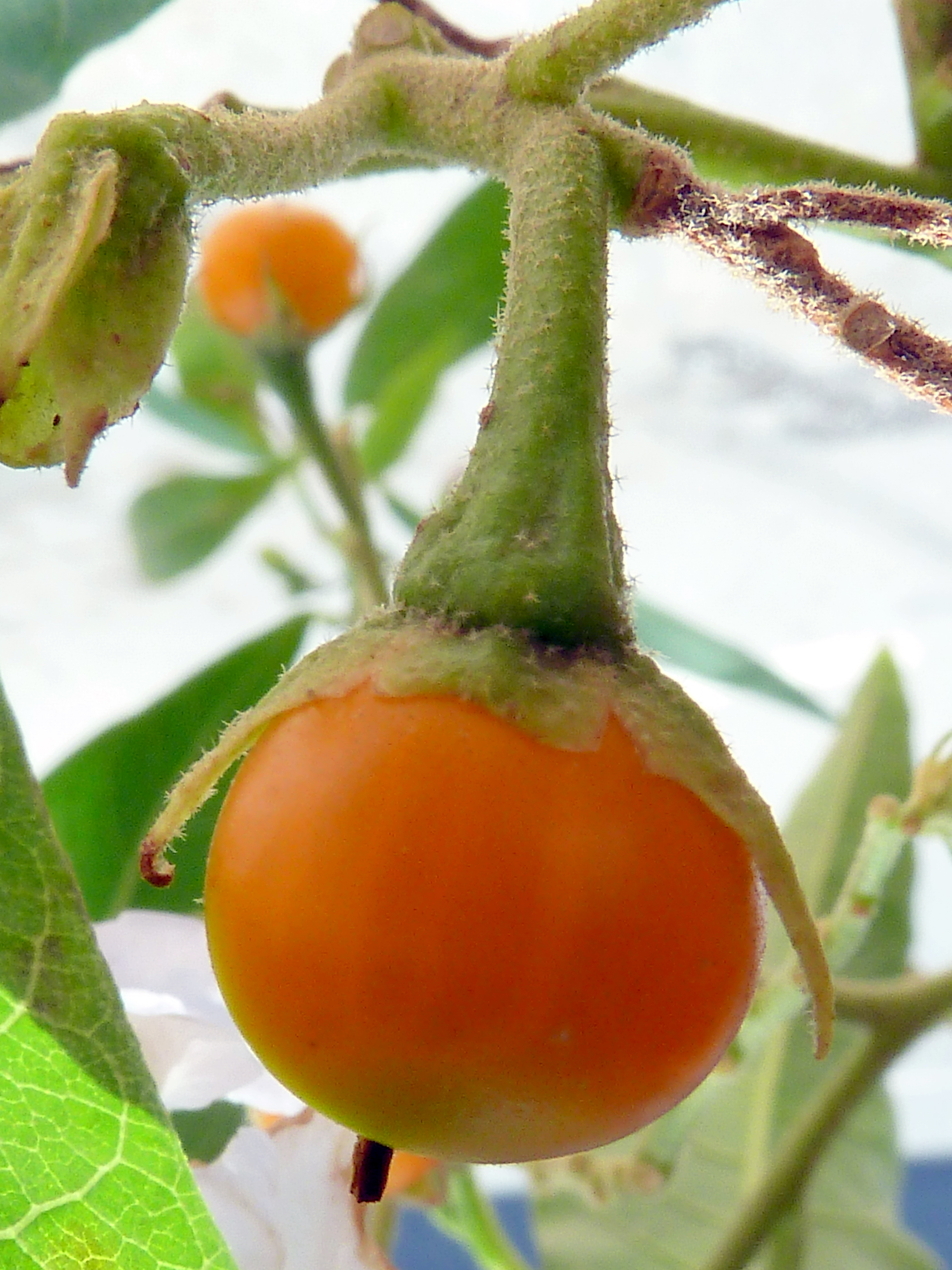
Fruto maduro in situ

Solanum bonariense es una especie de  planta arbustiva del género Solanum en la familia Solanaceae. Es nativa de Sudamérica.

## Descripción
Se trata de un arbusto, inerme o espinoso, pubescente, con tallos erectos de hasta más de 2 m de altura. Las hojas, de 7-20 por 2-10 cm, son pecioladas, glabras o algo peludas, de contorno elíptico, ovado o lanceolado y generalmente con la base del limbo asimétrico; los márgenes son sinuolobados, pero los de las ramas floríferas son enteras. Las inflorescencias son cimosass racemiformes, solitarias o en panículas, con flores pediceladas, actinomorfas, hermafroditas y sin brácteas. El cáliz, de 5-7 mm, es campanulado, con 5 lóbulos triangular-lanceolados y acuminados, acrescente, densamente estrellado-pubescente y con el tubo más corto que los lóbulos, mientras la corola, de 25-30 mm de diámetro, es rotácea, con 5 lóbulos, azulada o blanca, estrellado- pubescente en el envés. El fruto es una baya globosa de 7-12 mm de diámetro, incluida en el cáliz, carnosa, primero verdosa y luego amarilla o anaranjada en la madurez. Sus semillas son milimétricas, obovoides, angulosas y de color blanquecino.

## Distribución
Es originaria de Sudamérica. En Argentina se la ha citado para las provincias de Buenos Aires y de Entre Ríos. También se halla en Uruguay y sur de Brasil.
Introducida y naturalizada en el Norte de África (Argelia) y el Sur de Europa (España, Islas Baleares, Islas Canarias, Italia incluida Sardegna y Sicilia y Francia incluida Córcega).

## Taxonomía
Solanum bonariense fue descrita por Carlos Linneo y publicado en Species Plantarum 1: 185. 1753.
Etimología
- Solanum: nombre genérico que deriva del vocablo Latíno equivalente al Griego στρνχνος (strychnos) para designar el Solanum nigrum (la "Hierba mora") —y probablemente otras especies del género, incluida la berenjena[5]— , ya empleado por Plinio el Viejo en su Historia naturalis (21, 177 y 27, 132) y, antes, por Aulus Cornelius Celsus en De Re Medica (II, 33).[6] Podría ser relacionado con el Latín sol. -is, "el sol", debido a que la planta sería propia de sitios algo soleados.[1]
- bonariense, epíteto geográfico que alude a la provincia argentina de Buenos Aires, donde esta especie es muy abundante.

Sinonimia
- Solanum arborescens Moench
- Solanum astroites Jacq.
- Solanum fastigiatum Willd.
- Solanum saponaceum var. uruguense Griseb.[7]

## Nombres comunes
Granadilla, hierba de Santa María, naranjos, naranjos de jardín, solana, yerba de Santa María, yerba de Santa-María.